# Marlon Muraguti Yared
Marlon Muraguti Yared est un joueur brésilien de volley-ball né le 27 juillet 1977 à Guaíra (Paraná). Il mesure 1,89 m et joue passeur. Il totalise 26 sélections en équipe du Brésil.

## Clubs
| Club               | De        | À         |
| ------------------ | --------- | --------- |
| Olympikus          | 1996-1997 | 1998-1999 |
| Unisul             | 1999-2000 | 2002-2003 |
| Wizard/Suzano      | 2003-2004 | 2003-2004 |
| Minas Tênis Club   | 2004-2005 | 2005-2006 |
| Blu Volley Vérone  | 2006-2007 | 2006-2007 |
| Piemonte Volley    | 2007-2008 | 2007-2008 |
| Brasil Vôlei Clube | 2008-2009 | 2008-2009 |
| Brasil Vôlei Clube | 2009-2010 | 2009-2010 |
| Minas Tênis Club   | 2010-2011 | 2010-2011 |
| RJ Vôlei           | 2011-2012 | 2011-2012 |
| Dinamo Krasnodar   | 2012-2013 | ...       |

## Palmarès

### Club et équipe nationale
- Championnat du monde (1)
  - Vainqueur : 2010
- Ligue mondiale (2)
  - Vainqueur : 2009, 2010
- Championnat d'Amérique du Sud (2)
  - Vainqueur : 2009, 2011
- Championnat d'Amérique du Nord des moins de 21 ans
  - Finaliste : 1997
- Championnat d'Amérique du Nord des moins de 19 ans (1)
  - Vainqueur : 1994
- Championnat d'Amérique du Sud des clubs (1)
  - Vainqueur : 1997
- Championnat du Brésil
  - Finaliste : 1998, 2000, 2003, 2005, 2006